# Degression (Vertragszahnarzt)
Vertragszahnärzte unterlagen als einzige Arztgruppe im Deutschen Gesundheitswesen der Degression. Degression bedeutet, dass ab einer bestimmten Anzahl von erbrachten zahnärztlichen Leistungen das zahnärztliche Honorar stufenweise gekürzt wird. Grundlage hierfür war § 85 Abs. 4b–f SGB V.
Durch das am 14. März 2019 verabschiedete Terminservice- und Versorgungsgesetz (TSVG) wurden im § 85 SGB V die Absätze 4b bis 4f mit Wirkung zum 11. Mai 2019 gestrichen, wodurch die Degressionsregelung ersatzlos wegfällt.
Jede zahnärztliche Leistung ist mit einer bestimmten Punktzahl im Bewertungsmaßstab zahnärztlicher Leistungen (BEMA) bewertet. Ab einer Gesamtpunktmenge je Vertragszahnarzt von 262.500 Punkten je Kalenderjahr verringerte sich der Vergütungsanspruch für die darüber hinaus erbrachten vertragszahnärztlichen Behandlungen um 20 %, ab einer Punktmenge von 337.500 Punkten je Kalenderjahr um 30 % und ab einer Punktmenge von 412.500 Punkten je Kalenderjahr um 40 %.

## Ursprung
Begründung für die Einführung der Degression war zum einen, dass große Praxen Rationalisierungseffekte hätten, die sie an die Krankenkassen zurückgeben sollten. Zum anderen sollte dadurch die Anzahl „übergroßer“ Praxen, bzw. die Ausweitung der Größe einer Zahnarztpraxis reduziert werden.
In § 85 Abs. 4e hieß es hierzu:

## Auswirkungen der Degression
- Der Zahnarzt erhält für eine eingehende Untersuchung nach BEMA Nr. 01 18 Punkte. Je Punkt erhält er 86,75 Cent, also insgesamt 15,42 €. Fällt er unter die höchste Degressionstufe, dann erhält er davon nur 60 %, also 9,25 €.

- Der Zahnarzt erhält für die Entfernung eines mehrwurzligen Zahnes nach BEMA Nr. 44 15 Punkte. Je Punkt erhält er 86,75 Cent, also insgesamt 12,98 €. Fällt er unter die höchste Degressionstufe, dann erhält er davon nur 60 %, also 7,79 €.

(Berechnungswerte siehe Bewertungsmaßstab zahnärztlicher Leistungen).

## Degression führte zu Budgetabsenkung
Durch die Rückzahlungsverpflichtung der Degressionsbeträge an die Krankenkassen werden aber nicht nur die Honorare der betroffenen Zahnärzte gekürzt. Sollte bei einer Krankenkasse die Gesamtvergütung ausgeschöpft oder überschritten sein, resultiert durch die Degression auch eine Budgetabsenkung (korrekt: Absenkung der Gesamtvergütungsobergrenze) in Höhe der Summe aller Degressionsrückzahlungen, so dass zusätzlich das Gesamtkollektiv der Zahnärzte im jeweiligen Bundesland durch weitere Regresse kollektiv rückbelastet wird. Durch das Terminservice- und Versorgungsgesetz (TSVG) wurde die Aufhebung der Degression zum 1. Mai 2019 beschlossen.

## Degression bei Kieferorthopäden
Für Kieferorthopäden verringerte sich der Vergütungsanspruch für die weiteren vertragszahnärztlichen Behandlungen nach geringfügig höheren Punktemengen: Ab einer Gesamtpunktmenge von 280 000 Punkten je Kalenderjahr verringerte sich der Vergütungsanspruch um 20 %, ab einer Punktmenge von 360 000 Punkten je Kalenderjahr um 30 % und ab einer Punktmenge von 440 000 Punkten je Kalenderjahr um 40 %.

## Modifikationen
Die Degression galt für „ermächtigte Zahnärzte“, für bei Vertragszahnärzten angestellte Zahnärzte und für in medizinischen Versorgungszentren angestellte Zahnärzte entsprechend.
Die Punktmengengrenzen bei Berufsausübungsgemeinschaften richteten sich nach der Zahl der zahnärztlichen Mitglieder.
Die Punktmengen erhöhten sich um 25 % für Entlastungs-, Weiterbildungs- und Vorbereitungsassistenten. Bei Teilzeit oder nicht ganzjähriger Beschäftigung verringerte sich die Punktmengengrenze entsprechend der Beschäftigungsdauer.

## Sanktionierungsmaßnahmen
Im § 85 Absatz 4f SGB V waren Sanktionierungsmaßnahmen gegenüber der jeweiligen Kassenzahnärztliche Vereinigung (KZV) festgelegt, falls die KZV der Verpflichtung nach Rückzahlung der Beträge an die Krankenkassen nicht nachkommt:
Die Sanktionierung hätte eine entsprechende Honorarkürzung beim Zahnarztkollektiv des betreffenden Bundeslandes ausgelöst.

## Höhe der Degressionsrückzahlungen
Die gesamten Honorarkürzungen aus der Degressionsbestimmung beliefen sich bundesweit auf jährlich ca. 100 Millionen €. Über diese rückgeflossenen Gelder konnten die Krankenkassen frei verfügen, d. h., sie mussten sie nicht für zahnärztliche Behandlungen verwenden.
Degressionsabschläge waren individuell für jeden Zahnarzt zu berechnen. Soweit kumulativ auch noch HVM-Honorar-Bemessungsgrenzen eingreifen – so dass das Leistungsvolumen, das die Degression ausgelöst hat, rechnerisch nicht oder jedenfalls nicht voll honoriert ist –, durfte sich (insoweit) die Degression für ihn nicht auswirken.